# George Starkey
George Starkey, geboren als George Stirk (Bermuda, 1628-1665), was een Amerikaans alchemist, arts, en schrijver van tal van commentaren en chemische verhandelingen die op grote schaal werden verspreid in Europa en invloed uitoefenden op vooraanstaande wetenschappers zoals Robert Boyle en Isaac Newton. Na zijn verhuizing van New England naar Londen in 1650, zou Starkey zijn gaan schrijven onder het pseudoniem Eirenaeus Philalethes. Of Philalethes werkelijk het alter ego was van Starkey kon nooit met zekerheid worden vastgesteld. Starkey bleef in Engeland en vervolgde zijn carrière in de geneeskunde en de alchemie. Hij stierf in 1665 nadat hij een autopsie had uitgevoerd op een slachtoffer van de pestepidemie van Londen.
Starkeys vader was een calvinistische puriteinse predikant van Schotse oorsprong. George Starkey werd opgeleid aan de Harvard-universiteit in de periode 1643-1649. Hij oefende de geneeskunde uit in Boston in 1646-1650, met de hulp van John Winthrop Jr, en in Engeland in de periode 1650-1665 waar hij werd opgenomen in de puriteinse kringen van Samuel Hartlib. Hij leerde ook de natuurkundige en scheikundige Robert Boyle kennen, op wie hij als leermeester aanzienlijke invloed zou uitoefenen.
Onder het pseudoniem van Eirenaeus Philalethes schreef hij alchemistische verhandelingen die in handschrift circuleerden en voornamelijk postuum werden gepubliceerd: The Marrow of Alchemy (1654), Introitus apertus (1669) en Ripley Reviv'd (1678), een werk over George Ripley, een 15e-eeuws Engels alchemist. Zijn beroemdste werk is Introitus apertus ad occlusum Palatium (Een open toegang tot het gesloten paleis van de koning).
In 2005 verscheen bij The University of Chicago Press 'Alchemical Laboratory Notebooks and Correspondence', een van commentaren voorziene bundeling van Starkeys teksten en notities.